# Caneta

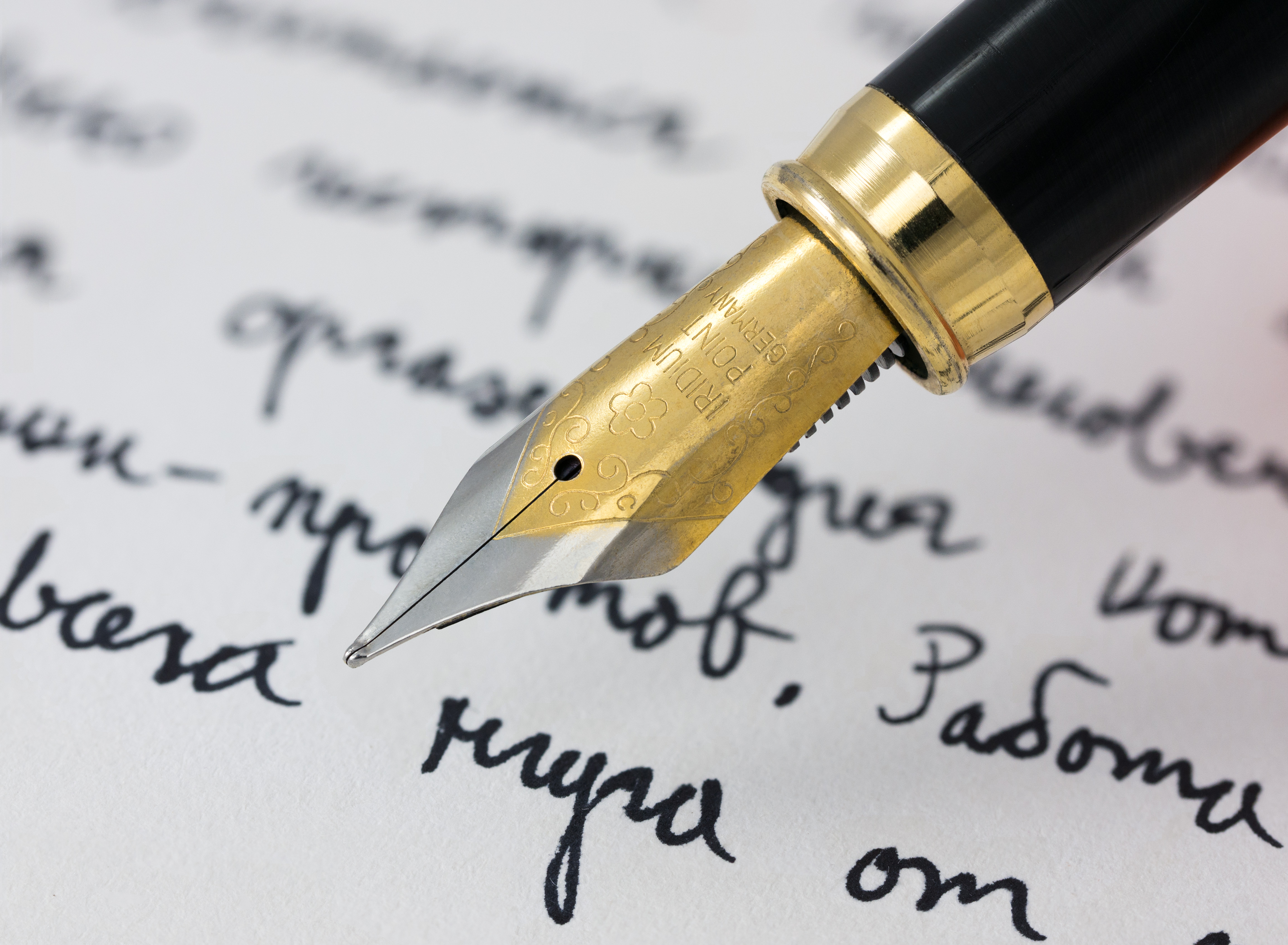
Caneta-tinteiro e exemplo de escrita cursiva.

A caneta é um instrumento utilizado para aplicar tinta sobre uma superfície, normalmente de papel, com o objetivo de formar desenhos ou palavras escritas. 
Ao longo da história, diferentes materiais foram utilizados na fabricação de canetas, tais como junco, penas, osso e metais. Uma característica que as canetas fabricadas nestes materiais têm em comum é o uso do tinteiro, onde a ponta seca da caneta é mergulhada para o reabastecimento de tinta. 
Uma caneta que dispensa o reabastecimento manual de tinta seria inventada apenas em meados do século XX, propiciando a partir de então a produção e circulação de instrumentos para escrita manual em larga escala a partir da utilização de materiais como o plástico e de pigmentos sintéticos em uma ampla gama de cores. 
Existem também tipos especializados de canetas elaboradas para atender a diferentes tipos de usos técnicos, como a caligrafia e o desenho técnico, comumente empregado por profissionais das áreas da arquitetura, engenharia e cartografia. Dentre esses tipos se encontram o tira-linhas e a caneta-tinteiro.

## História
A história da escrita comumente descreve a formação e evolução dos diferentes sistemas de escrita elaborados ao longo do tempo pelas mais diversas civilizações e grupos étnicos. Pensar a história da escrita, no entanto, não é possível sem pensar nos tipos de tecnologias desenvolvidos para tornar possível e incrementar a praticidade do ato de escrever.

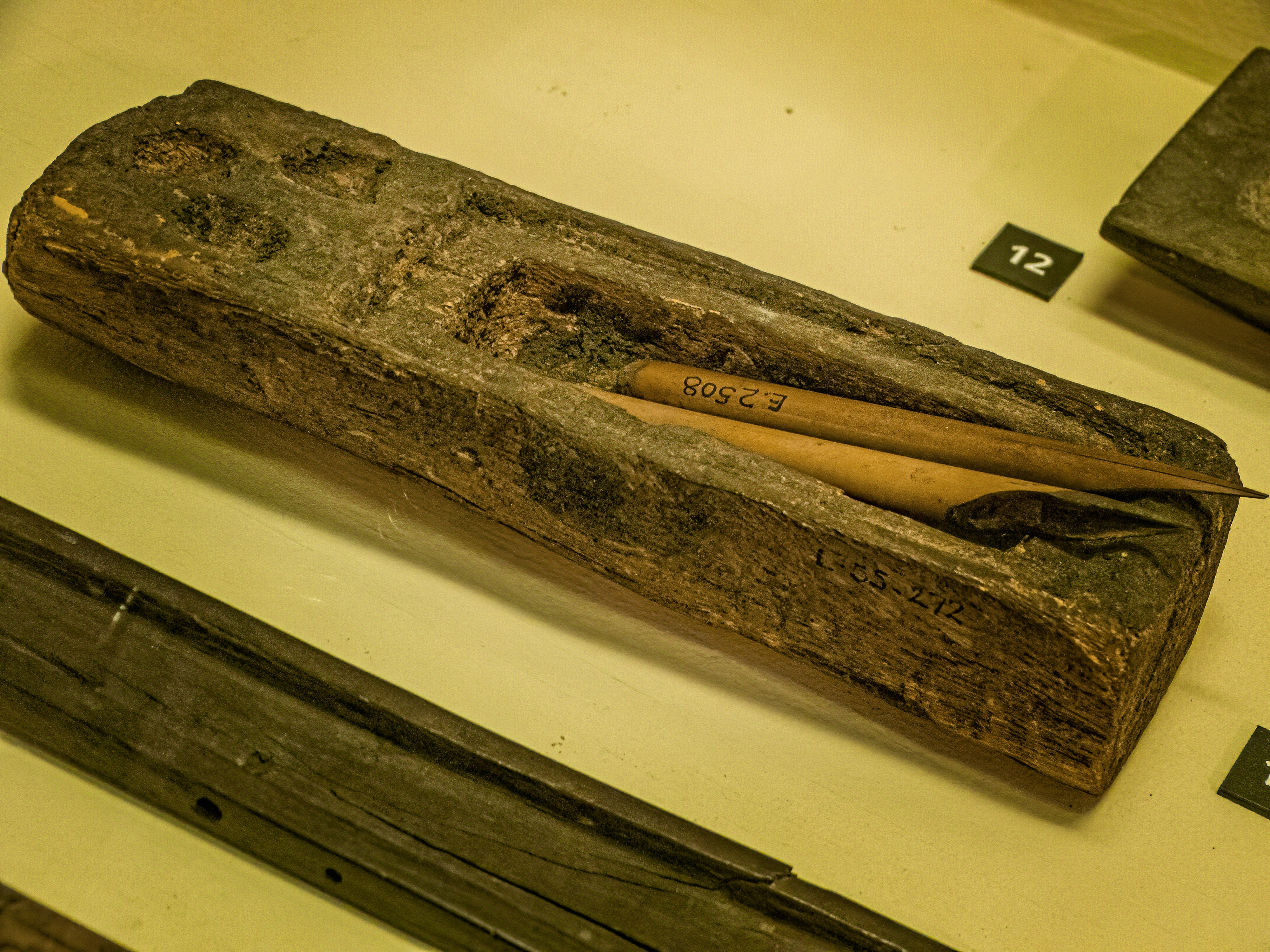
Paleta de escriba egípcio com duas canetas de junco.

### Caneta de junco (3000 a.C.)
Ao desenvolver a tecnologia de fabricação do papiro, os antigos egípcios encontraram nos troncos de junco que cresciam às margens do rio Nilo o material ideal para construir os primeiros modelos de caneta utilizados no mundo.  Sua tecnologia consiste em afilar uma das pontas de um tubo oco de junco ou bambu que servia como corpo da caneta, preenchendo seu interior com tinta. Ao se fazer uma leve pressão sobre o corpo da caneta a tinta flui para o papiro, permitindo o desenho ou escrita.
No Antigo Egito a escrita era domínio exclusivo dos escribas, homens que formavam um grupo social distinto dos trabalhadores comuns pelo serviço prestado seja na recolha de impostos para o faraó, seja na escrita de textos sagrados nos templos e monumentos funerários, fazendo uso de paletas de tintas, pincéis e canetas de junco.

### Pena (séculos VI a XIX)

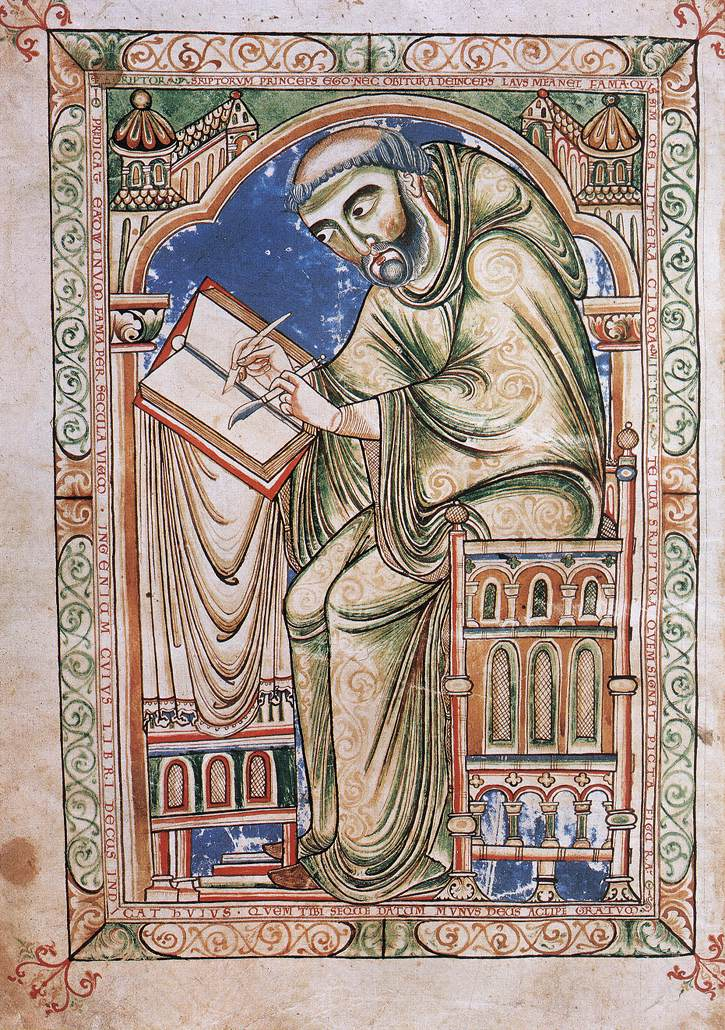
Retrato do monge copista Eadwin em iluminura do século XII.

Mais leve e flexível que a caneta de junco, a pena foi o instrumento de escrita utilizado por mais tempo no mundo ocidental, do século VI até o XIX. Não se sabe ao certo quando ou por quem as penas de aves começaram a ser utilizadas para a escrita, mas a mais antiga referência ao uso deste instrumento data do século VI, a partir dos escritos do teólogo Isidoro de Sevilha, que foi responsável por Etymologiae, a primeira enciclopédia escrita na cultura ocidental.
Da antiguidade tardia ao período medieval, era comum que a maior parte da população da Europa fosse analfabeta, com exceção de clérigos e de alguns membros da mais alta nobreza. Os textos escritos eram fundamentalmente de natureza religiosa, como cópias da Bíblia e de livros de orações que eram reproduzidos manualmente por monges chamados copistas, que produziam nos monastérios livros em pergaminho ricamente decorados com iluminuras. Estes monges escreviam utilizando penas de ganso e de cisne, preferidas em razão de sua compatibilidade com a textura do pergaminho e do papel velino. 
O processo de fabricação da pena de escrever iniciava com a secagem das penas extraídas de aves no calor para a remoção de óleos que pudessem interferir no fluxo da tinta. Em seguida, a ponta da pena era moldada e afiada com uma faca, para ser então mergulhada no tinteiro, com o objetivo de preencher toda a parte oca da haste da pena, que serviria então como um reservatório.

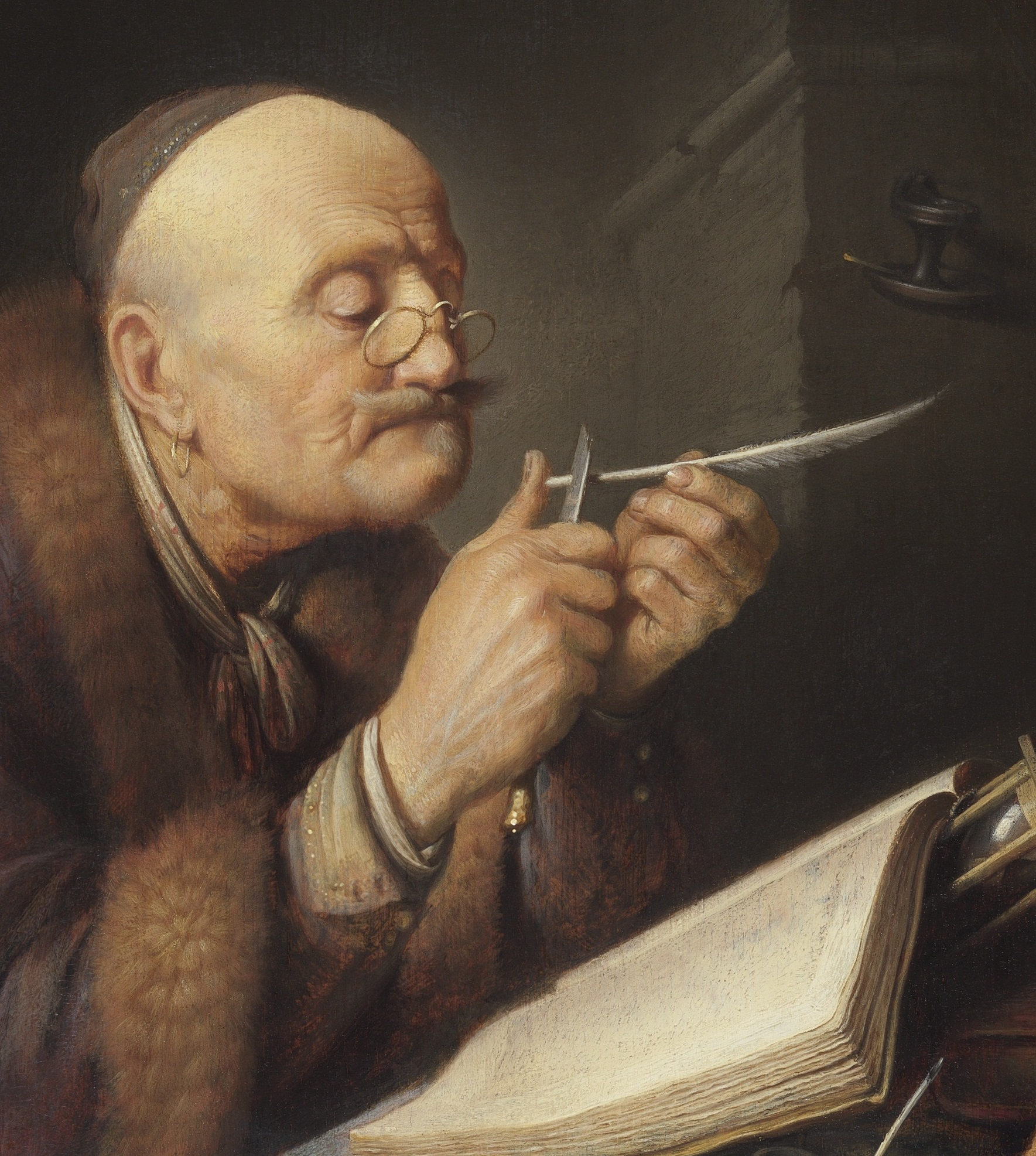
Gerrit Dou (1613 - 1675). Afiando uma caneta de pena (1630-5)

Embora duráveis, as penas precisavam ser afiadas com frequência. Para isso, a pessoa que escrevia precisava de um instrumento específico, uma espécie de faca. As penas também influenciaram a forma como as pessoas escreviam. Com a difusão da leitura - e, consequentemente, da escrita - a partir da invenção da imprensa no século XV, mais pessoas passaram a se comunicar de forma escrita, utilizando a pena como instrumento para expressar suas ideias e sentimentos. Por se tratar de um instrumento leve que proporciona maior fluidez de movimento do braço e da mão que a segura, a pena influenciou o surgimento de escritas de traço contínuo, como a escrita cursiva, e o aprimoramento da caligrafia decorativa, levando para o âmbito da correspondência privada entre mulheres e homens das elites alfabetizadas uma arte outrora reservada aos documentos de relevância pública.
Ainda no final do século XVIII surgem as canetas bico de pena, que utilizam ponteiras de metal. Inicialmente muito pesadas, elas só se popularizariam a partir de 1850 com o uso de metais mais leves como o ródio e o irídio, combinado ao uso de um corpo em material leve, como madeira.

### Caneta-tinteiro (século XIX)

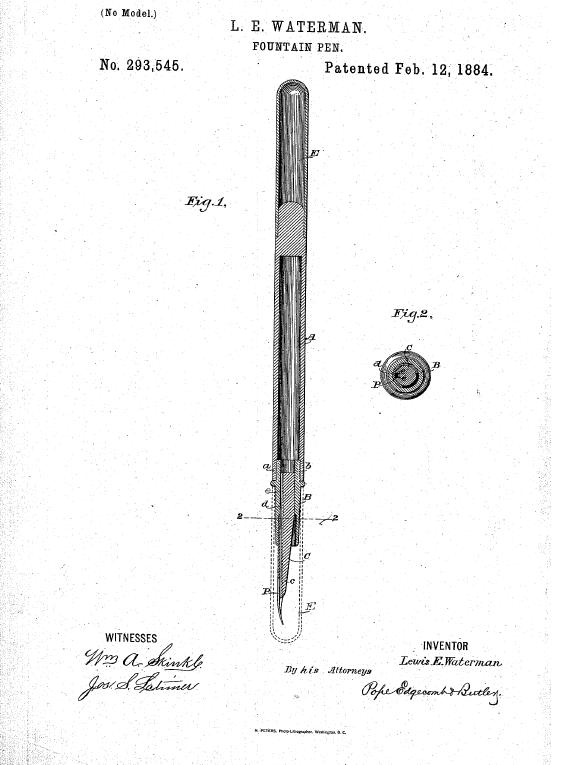
Projeto de caneta-tinteiro com três canais de tinta original patenteado por Lewis Edson Waterman em 1844.

A invenção da caneta-tinteiro representaria uma revolução na tecnologia da escrita manual. A primeira caneta-tinteiro foi patenteada por Petrache Poenaru, um inventor romeno em 1827. Esta caneta tinha acoplado um pequeno barril de tinta e, portanto, não precisava ser mergulhada na tinta regularmente. Este projeto, no entanto, não chegou a ser aperfeiçoado, e apresentava falhas no fluxo de tinta, o que resultava em ocasiões em que muita ou nenhuma tinta fluía, provocando manchas no papel. 
Foi em 1884 que o inventor estadunidense Lewis Edson Waterman projetou e patenteou a caneta-tinteiro com três canais para alimentação de tinta. Esta tecnologia garantia um fluxo uniforme de tinta que transformou as canetas em ferramentas mais práticas e portáteis. Ao longo do século XX, este tipo de caneta passaria por muitas transformações, como a incorporação de cartuchos de tinta recarregáveis e/ou descartáveis, além da utilização desde materiais leves e baratos como a madeira e o plástico, até matérias-primas luxuosas como metais nobres e preciosos, aos quais se pode complementar com ornamentação em pedras preciosas e trabalhos de gravação. 

### Caneta Esferográfica (século XX)
O revisor tipográfico húngaro László Bíró inventou, em 1938, uma caneta que não borrava e cuja tinta não secava no depósito, como fazia a antiga caneta-tinteiro. A caneta só foi patenteada no ano de 1945 pela patente de numero 2,390,636 datada de 11 de dezembro de 1945. Na oficina do jornal em que trabalhava, na cidade de Budapeste, deteve-se a observar o funcionamento da rotativa. 

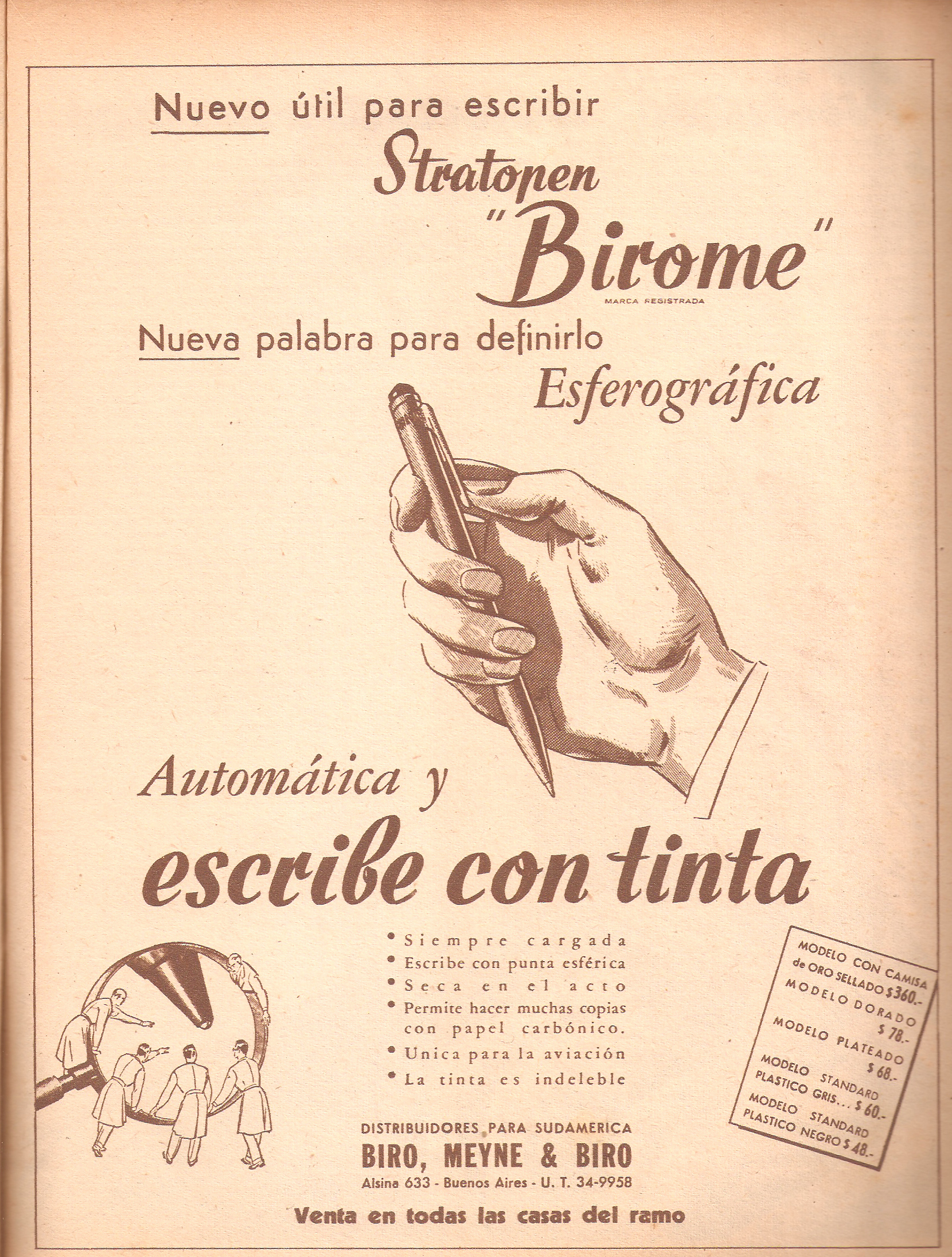
Propaganda na revista argentina "Leoplán" de 1945 da primeira caneta esferográfica comercial, da marca Birome.

O cilindro se empapava de tinta e imprimia o texto nele gravado sobre o papel. Com a ajuda de seu irmão Georg, que era químico, e do amigo Imre Gellért, um técnico industrial, Biró encontrou a solução. Acondicionou a tinta dentro de um tubo plástico. A tinta, pela força de gravidade, descia para a ponta do tubo. Nessa mesma ponta, ele colocou uma esfera de metal que, ao girar, distribuía a tinta de uma maneira pluriforme pelo papel. A bolinha da ponta da caneta, que passa tinta para o papel, normalmente é de carbeto de tungstênio, metal usado em balas de revólver e 4 vezes mais resistente do que o aço. 
A invenção da caneta esferográfica foi um ponto de virada no desenvolvimento de tecnologias para a escrita manual, visto que é um instrumento leve que pode ser utilizado para escrever em diferentes superfícies, como papelão e madeira. Sua durabilidade e resistência permitem o funcionamento tanto em ambientes de alta pressão, como debaixo d'água, como em grandes altitudes, onde a baixa pressão faria inundar a caneta-tinteiro.
Conhecidas originalmente como Biromes, as canetas de Bíró foram um grande sucesso comercial no período da Segunda Guerra Mundial, quando até a Força Aérea inglesa passou a utilizá-las, uma vez que nem a altitude nem a variação de pressão interferiam no desempenho do objeto. Em 1945 a patente do projeto foi adquirida por Marcel Bich, projetando sua empresa, a francesa Bic, no mercado internacional como uma das mais conhecidas fabricantes de canetas esferográficas.

## Tipos modernos de caneta
A multiplicação das tecnologias de escrita manual acompanharia, no decorrer do século XX, um movimento de ampliação das redes de produção e circulação de mercadorias industrializadas ao redor do globo, bem como a paulatina democratização do acesso à alfabetização e à educação escolar. Atualmente, existem diferentes tipos de caneta que atendem à mais diversas funções de escrita, seja no cotidiano estudantil, seja no âmbito profissional. 

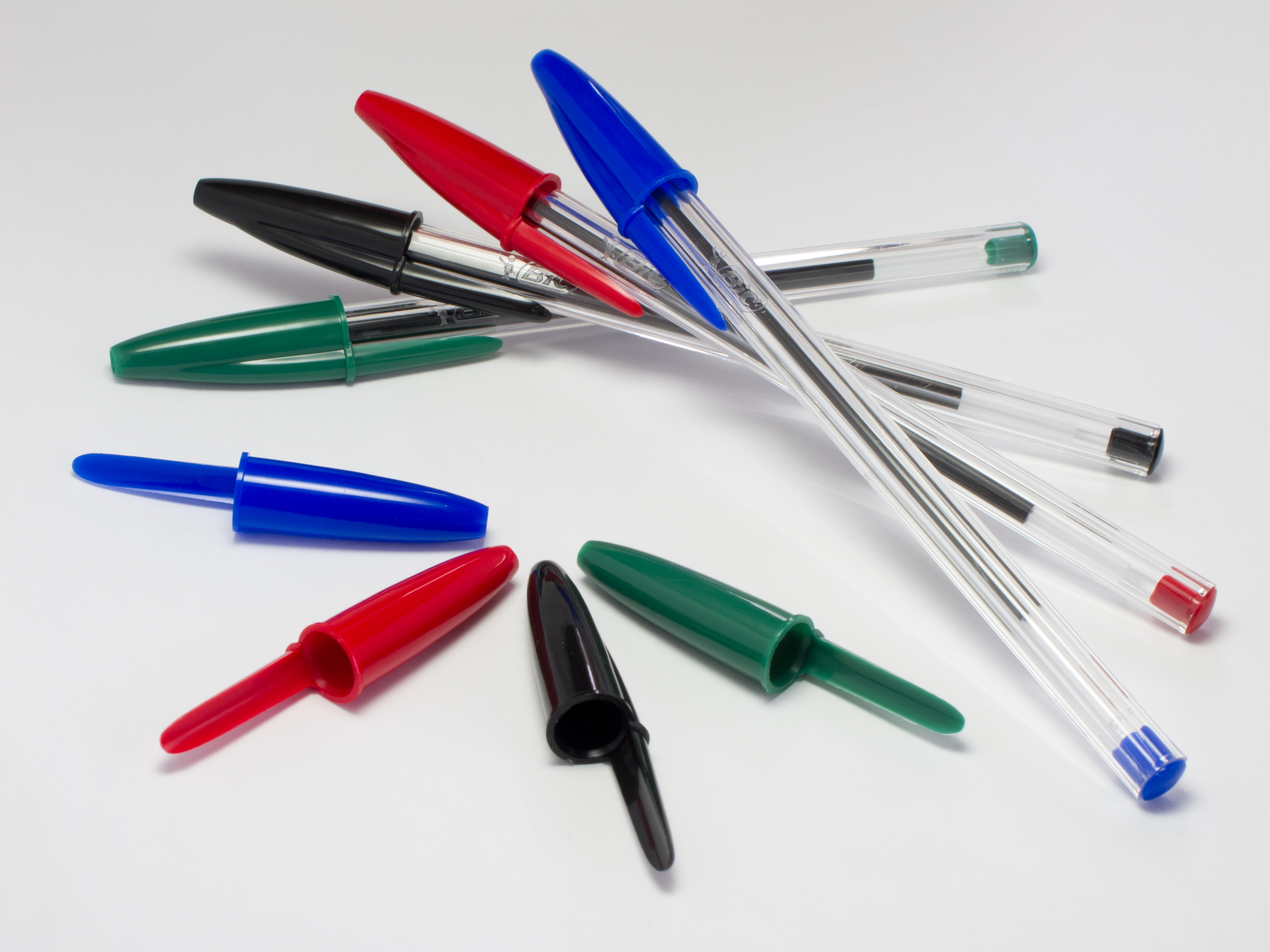
Canetas esferográficas do tipo Bic

###### Caneta esferográfica
As canetas esferográficas são as mais populares entre todas. Simples, práticas e úteis, elas são indicadas para praticamente todos os tipos de uso. Essas canetas não costumam ser do tipo recarregável, ou seja, após a tinta acabar é preciso adquirir uma caneta nova. Porém, são as mais acessíveis entre todos os tipos e sua tinta tem boa durabilidade. O destaque do modelo é a esfera na ponta, que pode ser grossa ou fina. As canetas esferográficas estão disponíveis em diversas cores, sendo as mais comuns a azul, a preta, a vermelha e a verde.

###### Caneta gel
Menos utilizadas em escritórios, as canetas do tipo “gel” conseguem acrescentar elementos lúdicos à escrita. Muitas delas têm aroma de frutas em sua constituição, o que deixa as páginas cheirosas. Há modelos ainda com glitter, ideal para escrita com efeitos. Embora sejam similares em tecnologia às canetas esferográficas, a diferença está na tinta, que costuma render menos e secar mais rápido. São utilizadas principalmente em ambiente escolar, por crianças e adolescentes.

###### Caneta Rollerball
As canetas do tipo rollerball são geralmente confundidas com as canetas esferográficas, uma vez que o seu modo de funcionamento é similar. Porém, o que as diferencia é o fato de que no modelo rollerball a tinta é a base de água. Isso torna a escrita mais suave, proporcionando traços finos, mas ela solta mais tinta e, por esse motivo, sua vida útil é menor. Elas também estão disponíveis em diversas cores e modelos e são utilizadas em escolas e escritórios em proporções similares.

###### Caneta hidrográfica
As populares canetas “marca-texto” são aquelas que têm ponta de feltro e a tinta é a base de álcool, e por essa razão, costumam ter pouca durabilidade, perdendo a intensidade da cor à medida em que são utilizadas. Quando são deixadas destampadas elas secam mais rapidamente. A principal característica da caneta hidrográfica é permitir uma escrita em cor chamativa. Modelos nas cores verde, amarela e laranja são as mais comuns e em geral são utilizadas principalmente por estudantes para destacar trechos de textos em apostilas e materiais impressos.

###### Caneta-tinteiro

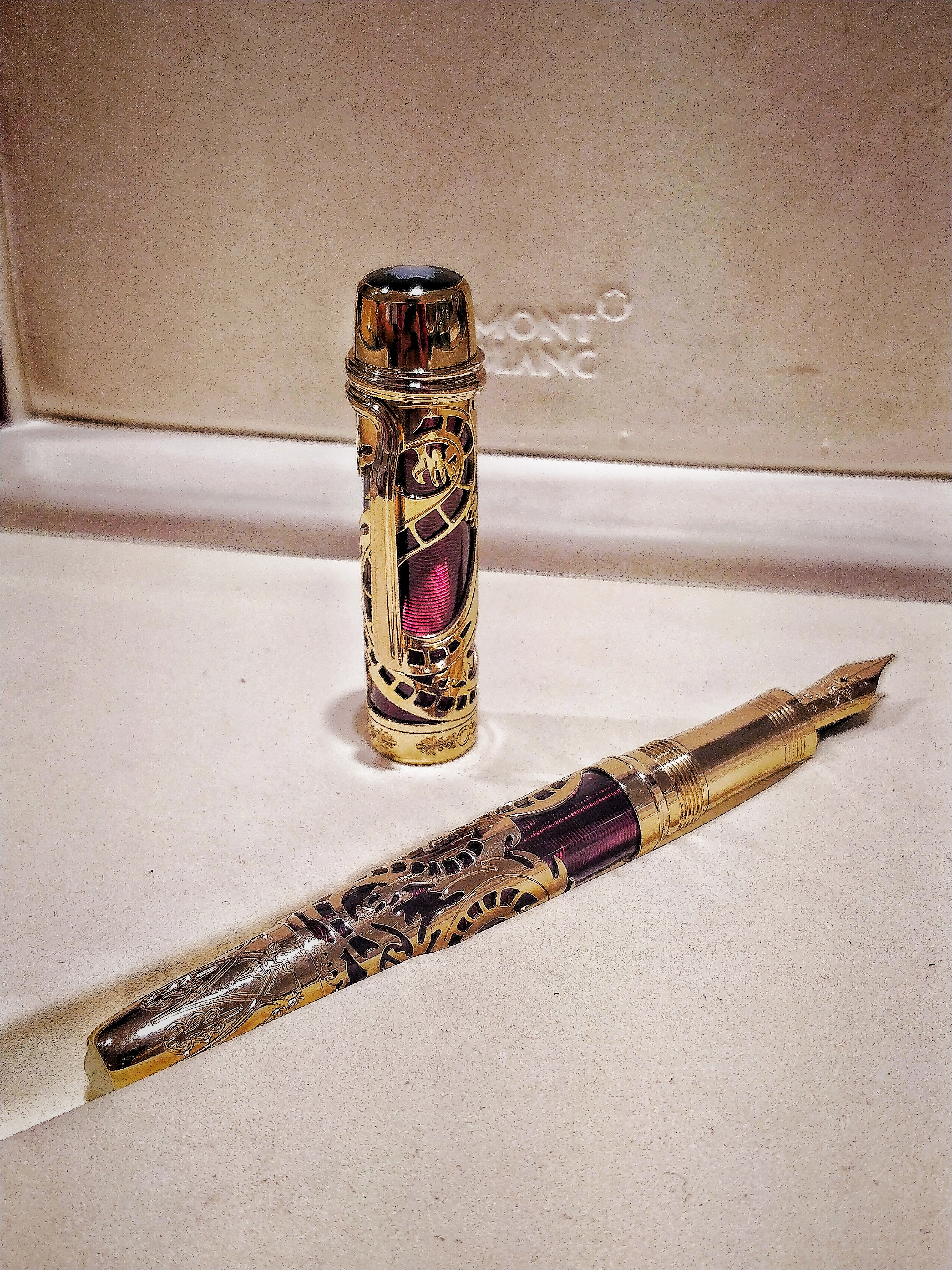
Caneta-tinteiro de luxo da marca Montblanc.

As canetas-tinteiro são modelos considerados mais sofisticados, utilizados hoje principalmente por profissionais de caligrafia e desenho técnico em razão de proporcionarem maior precisão e uma escrita leve. Sua principal característica é a durabilidade, visto que o reservatório interno de tinta pode ser substituído indefinidamente. No entanto, por não serem tão práticas quanto as canetas esferográficas comuns, ganharam um forte sentido simbólico associado à identidade profissional, tendo-se tornado um objeto com o qual se costuma presentear tanto jovens formandos quanto profissionais laureados, especialmente nos setores médios e altos da sociedade. 
Em geral, as canetas tinteiro são feitas de materiais duráveis, e seu preço varia de acordo tanto com a raridade dos materiais empregados, quanto com a complexidade de sua construção, podendo variar desde versões acessíveis até modelos de luxo produzidos por marcas internacionais à semelhança de joias. 